# Георг (граф Нассау-Дилленбурга)
Георг Нассау-Дилленбургский (нем. Georg von Nassau-Dillenburg; 1 сентября 1562 — 9 августа 1623, Дилленбург) — сеньор Дридорфа (1604—1607), граф Нассау-Байльштайнский (1607—1620), граф Нассау-Дилленбургский (1620—1623).

## Биография
Третий сын Иоганна VI Старшего, графа Нассау-Дилленбургского (1536—1606), от первого брака с Елизаветой Лейхтенбергской (1537—1579).
В 1576 году учился в Гейдельбергском университете. В 1578 году Георг отправился в Нидерланды, где служил в армии под командованием Гюнтера XLI, графа Шварцбург-Арнштадтского (1529—1583). Во время пребывания в Нидерландах он безуспешно пытался избраться на должность епископа Утрехтского.
В 1604 году Георг Нассау-Дилленбургский приобрёл у отца свои первые владения — город Дридорф с окрестностями. В 1606 году после смерти графа Иоганна VI Нассау-Дилленбургского его сыновья разделили между собой владения. Вильгельм Людвиг получил Нассау-Дилленбург, Иоганн VII — Нассау-Зиген, Эрнст Казимир — графство Нассау-Диц, Иоганн Людвиг — Нассау-Хадамар, а Георг — графство Нассау-Байльштайн (Вестервальд, Бурбах и Хикенгрунд). В 1611 году Георг приобрел у своего старшего брата Иоганна VII его долю в районе Верхайма.
До 1612 года Георг Нассау-Байльштайнский проживал в Дилленбурге и выполнял функции регента, пока старший брат Вильгельм Людвиг Нассау-Дилленбургский находился в Голландии. После того, как его брат вернулся, Георг перебрался в замок Байльштайн, центр своего графства.
В 1618 году братья Георг Нассау-Байльштайнский и Иоганн VII Нассау-Зигенский заключили соглашение, по условиям которого Георг должен был унаследовать Дилленбург после смерти их бездетного старшего брата Вильгельма Людвига.
В 1620 году после смерти бездетного Вильгельма Людвига Георг прибыл в Дилленбург и стал преемником своего брата, основав младшую линию рода Нассау-Дилленбург. Графство Нассау-Байльштайн было разделено между братьями, Георг сохранил за собой Бурбах и Хикенрунд.

## Семья и дети
Георг Нассау-Дилленбургский был дважды женат. Его первой женой стала была Анна Амалия Нассау-Саарбрюккенская (1565—1605), единственная дочь Филиппа IV Нассау-Вейльбургского (1542—1602). У них было 15 детей:
- Иоганн Филипп (род. и умер в 1586)
- Иоганн Георг (род. и умер в 1587)
- Неназванный сын (род. 1588)
- Иоганн Филипп (1590—1607)
- Георг (1591—1616)
- Мария Юлиана (1592—1645), вышла замуж за графа Георга II из Сайн-Витгенштейн-Берлебурга (1565—1631)
- Луиза (1593—1614)
- Людвиг Генрих (1594—1662), граф Нассау-Дилленбурга (правил с младшим братом Альбрехтом в 1623—1626 годах, с 1626 года — единолично), с 1654 года — князь Нассау-Дилленбурга
- Вольфганг Филипп (род. 1595)
- Альбрехт (1596—1626), граф Нассау-Дилленбурга (правил совместно с Людвигом Генрихом в 1623—1626 годах)
- Амалия (1597—1598)
- Елизавета (1598—1599)
- Эрика (1600—1657)
- Анна Елизавета (1602—1651)
- Мориц Людвиг (1603—1604)

После её смерти Георг вторично женился на Амалии (13 октября 1585 — 28 марта 1633), дочери Людвига I, графа Сайн-Витгенштейна (1532—1605). С ней у него была ещё одна дочь:
- Маргарита (1606—1661), вышла в 1626 году замуж за графа Отто Липпе-Бракского (1589—1657), сына графа Симона VI Липпского (1554—1613).